# Stewart Imlach
Stewart Imlach, né le 6 janvier 1932 à Lossiemouth, Écosse, et mort le 7 octobre 2001, est un footballeur écossais, qui évoluait au poste d'attaquant.

## Carrière
Premier homme de sa famille depuis cinq générations à se détourner du métier de pêcheur, il débute chez les jeunes dans sa ville natale, puis part dans le club de Bury. 
Deux ans plus tard, il rejoint le club de Derby County, mais le club est relégué au bout de deux saisons. Il rejoint alors Nottingham Forest où il remporte la FA Cup. En finale, il offre le premier but à Roy Dwight. 
Après cinq saisons, il quitte le club et voyage dans différentes équipes sur des courtes périodes jusqu'à la fin de sa carrière. Il reçoit quatre capes en équipe d'Écosse en 1958, dont deux pendant la coupe du monde 1958.

## Palmarès
- Vainqueur de la Coupe d'Angleterre (FA Cup) avec Nottingham Forest en 1959